# 伊達村義
伊達 村義（だて むらよし）は、江戸時代中期から後期にかけての陸奥国仙台藩一門第七席・宮床伊達家7代当主。

## 生涯
安永6年（1777年）3月8日、6代当主・伊達村烈の長男として宮床館にて誕生。幼名は助三郎。藩主・伊達斉村の偏諱を受け近江村義と名乗る。
享和元年（1801年）7月3日、死去。享年25。家督は実弟・大四郎（宗規）が養子となって相続した。